# Vypress Chat
Vypress Chat — чат для локальных сетей, разработанная компанией VyPRESS Research. Программа платная и имеет 31-дневный испытательный срок без функциональных ограничений. После его завершения она продолжает работать, но при запуске отображает окно с предложением приобрести лицензию на её постоянное использование.
Последняя версия программы вышла 16 июня 2011 года и имеет номер «2.1.9».
Vypress Chat работает только в локальных сетях, возможности работы в сети Интернет у неё нет. Программа не требует выделенного сервера — каждая запущенная копия программы является и сервером и клиентом одновременно, тем самым делая равнозначными всех участников.

## Достоинства Vypress Chat
- не требует выделенного сервера;
- минималистичный интерфейс, встроенная поддержка русского языка;
- кроме общего канала, можно создавать персональные (приватные) каналы (1 на 1) и другие каналы по интересам (в том числе с защитой паролем);
- поддержка отправки персональных и многоадресных сообщений (всем пользователям или с возможностью выбора, кому не отправлять);
- доска объявлений, на которую можно добавлять объявления с возможность форматирования и вставки изображений;
- передача файлов (и только);
- открытие доступа к файлам по протоколу HTTP;
- заполнение личной информации и получение подобной о другом пользователе;
- возможность настраивать цвета, звуковые схемы;
- фильтрация нежелательных сообщений (от определённых пользователей или по тексту);
- защита от флуда;
- поддержка Юникода.

## Недостатки Vypress Chat
- теряет сообщения (нет гарантированной доставки);
- нет встроенного голосового и видео чата;
- достаточно сильно засоряет сеть многоадресными сообщениями, особенно при большом количестве пользователей;
- нет передачи каталогов;
- нет функций модерирования;
- все версии подвержены DoS-атакам с помощью vcban («бомбардировка» специально сформированными пакетами);
- существуют средства перехвата приватных сообщений для старых версий.
- невозможность использования в крупных сетях
- общая нестабильная сетевая поддержка

## Совместимые программы
- VyQChat, малофункциональный *nix клиент (Qt).
- Trix, основанный на VyQChat клиент, стремится к схожести функциями, интерфейсом (Qt).
- (недоступная ссылка) KsiChat, Windows-клиент, для работы необходим .NET Framework, в процессе ранней разработки.